# Pinkberry 乐队
Pinkberry乐队是来自上海的一支流行朋克乐队，乐队由三名男生和一名女生组成。乐队成立于2008年，前身为冷笑话Joke for Nothing乐队。乐队现任成员为主唱小优，吉他手小操，贝斯手杨芾和鼓手吴浩。

## 最初(2007)
乐队最先由大傻冒乐队吉他手小操和子夜游乐场贝斯手小猪发起，并找到了当时在hardqueen乐队的大门作为乐队的鼓手，并定位风格流行朋克。乐队在寻找主唱的过程中小操认识了还在读大学的小优，之后小优加入作为乐队主唱。

## 第一次人员更替与乐队更名（2008）
几个月之后乐队经历了第一次人员更替，小猪与大门退出乐队，小优邀请好友阿乱和寿司加入，作为乐队的鼓手和贝斯手，这次人员更替固定了乐队的阵容。也让乐队收获了2008年Yamaha亚洲节拍乐队大赛上海赛区冠军

## 第二次人员更替（2009）
由于工作原因贝斯手寿司退出乐队，乐队吸纳了十四行诗乐队的键盘手杨芾作为乐队的贝斯手，新阵容的Pinkberry乐队获得了2009年百事群音乐队大赛上海赛区冠军和东区第五。

## 第三次人员更替与签约（2009-2010）
百事群音乐队大赛之后鼓手阿乱退出乐队，同样来自十四行诗乐队的鼓手颜旸加入乐队，2010年乐队加入上海新晋独立音乐厂牌竹露荷风音乐社旗下。

### 首张EP（2010）
加入竹露荷风音乐社之后，厂牌为乐队制作了首张EP《GO！Boom!》

### 签约Dickies（2010）
2010年9月Pinkberry乐队与Dickies签约，成为中国区品牌形象代言人。乐队并为Dickies拍摄当年冬季产品的平面广告